# 도요하라촌 (야마가타현)
도요하라촌(豊原村)은 야마가타현 니시오키타마군에 있던 촌이다. 현재의 이데정 중심부에 해당한다.

## 역사
- 1889년 4월 1일 - 정촌제 시행에 의해 4촌의 구역을 가지고 성립하였다.
- 1954년 10월 1일 - 소가와촌, 도요카와촌과 합병해 이데촌이 성립, 동일 도요하라촌은 폐지되었다.

## 교통

### 철도
- 일본국유철도
  - 요네사와선

### 참고문헌
- 角川日本地名大辞典 6 山形県